# Дом И. С. Дымова
Дом Ивана Семёновича Дымова — деревянный жилой дом, построенный в 1899 году для московского купеческого сына Ивана Семёновича Дымова.

## История
Раньше на этом месте стоял дом проживавшей в Москве жены коллежского советника Юлии Васильевны Ставровской. Она была дочерью звенигородского городничего Василия Алексеевича Серебрякова, служившего с 1845 по 1869 год. Около 1880 года Ставровская продает дом с землей титулярному советнику Ефиму Румянцеву, а около 1899 года его жена перепродает дом с землей московскому купеческому сыну Ивану Семёновичу Дымову, который перестраивает дом по новому проекту. В 1910 году дом принадлежит уже профессору Московского университета Сергею Викторовичу Познышеву, который в 1913 году активно расширяет свои земельные владения за счет скупки склонов Малинового оврага.